# Biały szwadron
Biały szwadron (wł. Lo squadrone bianco) – włoski dramat wojenny z 1936 roku w reżyserii Augusta Geniny. Adaptacja francuskiej powieści pod tym samym tytułem autorstwa Josepha Peyré. Uważany za najważniejszy włoski film kolonialny, obraz zdobył główną nagrodę na 4. MFF w Wenecji.

## Fabuła
Porucznik Mario Ludovici załatwia sobie przeniesienie do jednostki stacjonującej w Libii, gdy jego romans z Cristianą dobiega końca. Przełożony Ludoviciego w Libii, surowy kapitan Santelia, uważa go za słabeusza. Jednakże po śmierci dowódcy w walce z miejscowymi rebeliantami, Ludovici przejmuje dowodzenie nad oddziałem i doprowadza go do zwycięstwa.

## Obsada
- Antonio Centa – porucznik Ludovici
- Fosco Giachetti – kapitan Santelia
- Fulvia Lanzi – Cristiana
- Francesca Dalpe – Paola
- Guido Celano – lekarz Fabrizi
- Olinto Cristina – były kapitan Donati
- Cesare Polacco – Fenek
- Nino Marchetti – oficjalny sekretarz
- Loris Gizzi – kolega Cristiany
- Doris Duranti – koleżanka Cristiany

## Produkcja
Zdjęcia kręcono w Rzymie oraz w Libii.